# ふじもとせい
ふじもと せい（10月2日 - ）は、日本の漫画家。男性。山口県出身。

## 概要
1998年、フランス書院の成人向け漫画雑誌『パピポ外伝』6月号にて「近すぎた君だから」で商業誌デビュー。以降主に晋遊舎（→マックスに移行）やコアマガジンなどが出版していた成人向けの美少女漫画誌で2008年頃まで執筆していた。また萌え系の4コマ漫画雑誌である芳文社の『まんがタイムきらら』などでも創刊初期から2007年頃まで執筆していた。現在は主に自身の同人サークル「遊星本舗」にて、ゲーム関連の同人誌を中心とした執筆活動をしている。

## 作品リスト
一般向け
- 『市立鋳銭司学園高校放送部』 芳文社『まんがタイムきらら』連載、〈まんがタイムKRコミックス〉、全3巻
  1. 2004年4月発売、ISBN 4-8322-7507-0
  2. 2005年5月発売、ISBN 4-8322-7537-2
  3. 2006年2月発売、ISBN 4-8322-7567-4
- 『魔法文詠堂』 2007年2月発売、芳文社『まんがタイムきらら』連載、〈まんがタイムKRコミックス〉、ISBN 978-4-83227-616-1、全1巻

成人向け
- 『カラカラ様そのいち』 2000年10月発売、晋遊舎〈晋遊舎コミックス〉、ISBN 4-88380-177-2、全1巻 
  - 『かみさまが ここにいて』 2005年12月発売、オークス〈夢雅コミックス〉、ISBN 4-86105-300-5、全1巻

各話タイトルが「カラカラ様学園編」となっており、カラカラ様の実質的な続編
- 『いきなり☆わんだーぷらねっと』 2001年5月発売、晋遊舎〈晋遊舎コミックス〉、ISBN 4-88380-217-5、全1巻
初期作品を集めた短編集
  - The River ofFrontire･･･前後編
  - 近すぎた君だから
  - 祭礼の夜
  - やくそく
  - 宇宙人大襲来･･･全4話
  - 学校の七不思議
- 『わたしの魔王さま』 2003年6月10日発売[5]、コアマガジン〈ハイパーホットミルクコミックス019〉、ISBN 4-87734-633-3、全1巻